# باتريشيا اسبينوزا
باتريشيا اسبينوزا كانتيلانو (بالإسبانية: Patricia Espinosa)‏ سياسية ودبلوماسية مكسيكية، عملت كسفير للمكسيك في النمسا وألمانيا وسلوفينيا وسلوفاكيا، كما شغلت منصب وزير الشؤون الخارجية في حكومة الرئيس فيليبي كالديرون.
وُلدت باتريشيا في 21 أكتوبر 1958 في مدينة مكسيكو، وحصلت على درجة البكالوريوس في العلاقات الدولية من كلية المكسيك، وحصلت على درجة الدبلوم في القانون الدولي من المعهد العالي للدراسات الدولية والتنمية في سويسيرا، وهي متزوجة ولديها طفلان.

## معرض الصور

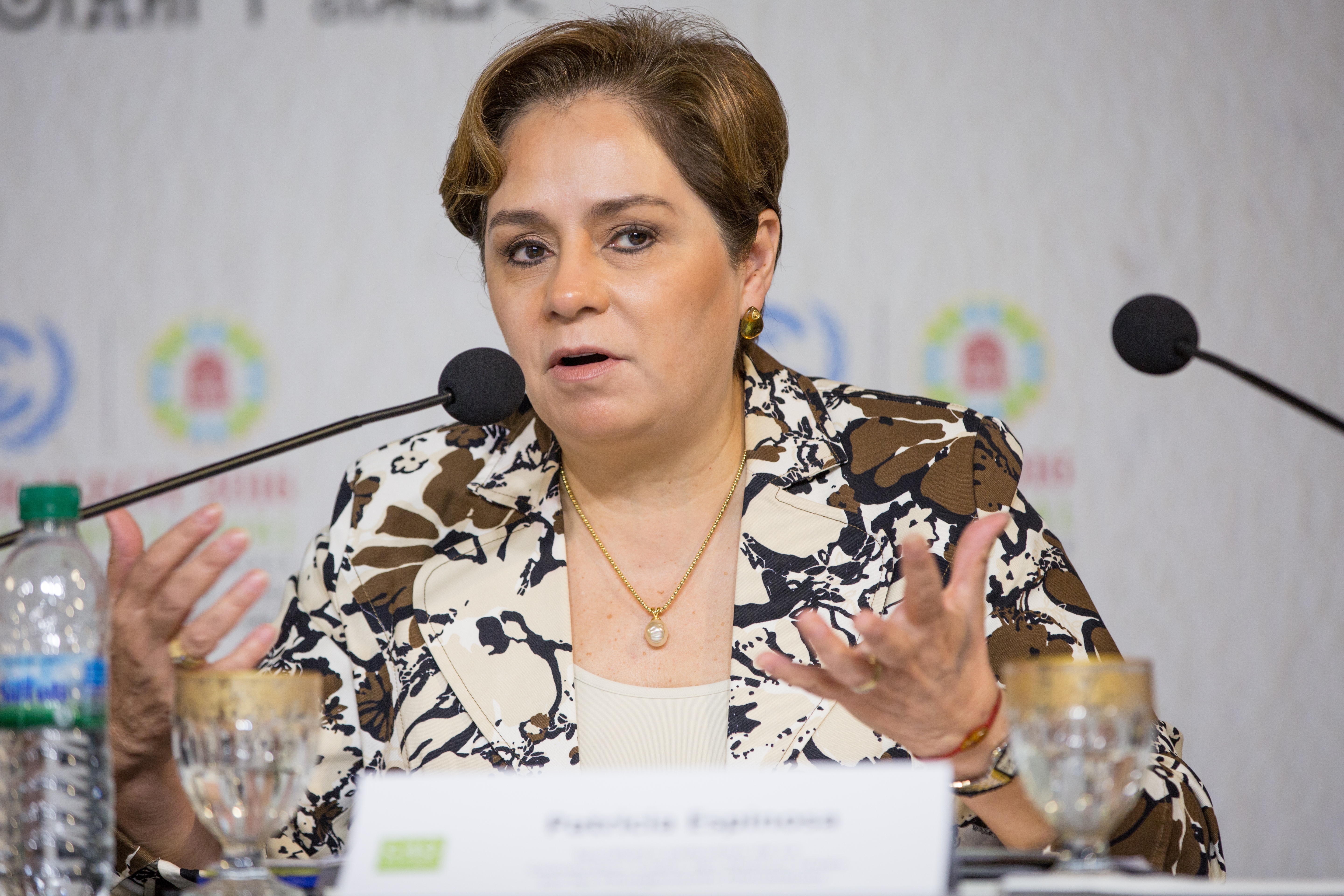
باتريشيا اسبينوزا (2016)
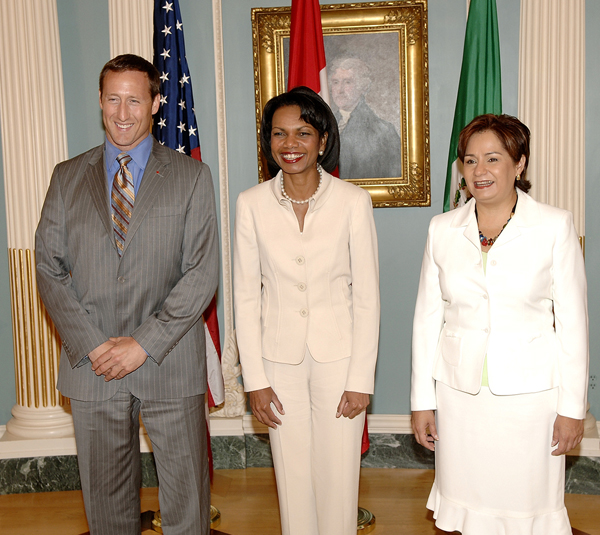
باتريشيا مع كونداليزا رايز وَبيتر ماكاي

## روابط خارجية
- باتريشيا اسبينوزا على موقع مونزينجر (الألمانية)